# Aleksej Zagornyj
Aleksej Sergeevič Zagornyj (in russo Алексей Сергеевич Загорный?; Jaroslavl', 31 maggio 1978) è un martellista russo.

## Palmarès
| Anno | Manifestazione   | Sede              | Evento              | Risultato      | Misura  | Note |
| ---- | ---------------- | ----------------- | ------------------- | -------------- | ------- | ---- |
| 1997 | Europei juniores | Lubiana           | Lancio del martello | 5º             | 68,62 m |      |
| 1999 | Europei under 23 | Göteborg          | Lancio del martello | 7º             | 71,33 m |      |
| 2000 | Olimpiadi        | Sydney            | Lancio del martello | 22º            | 74,63 m |      |
| 2001 | Universiadi      | Pechino           | Lancio del martello | Argento        | 76,63 m |      |
| 2002 | Europei          | Monaco di Baviera | Lancio del martello | 11º            | 77,01 m |      |
| 2003 | Mondiali         | Parigi            | Lancio del martello | 22º            | 73,30 m |      |
| 2007 | Mondiali         | Osaka             | Lancio del martello | 25º (q)        | 70,94 m |      |
| 2009 | Mondiali         | Berlino           | Lancio del martello | Bronzo         | 78,09 m |      |
| 2012 | Europei          | Helsinki          | Lancio del martello | Argento        | 77,40 m |      |
| 2012 | Olimpiadi        | Londra            | Lancio del martello | 22º            | 72,52 m |      |
| 2013 | Mondiali         | Mosca             | Lancio del martello | Qualificazione | nm      |      |